# De fem benspænd
As Cinco Obstruções  (em dinamarquês: De fem benspænd) é um filme de documentário dinamarquês de 2003 dirigido e escrito por Lars von Trier e Jørgen Leth. O filme foi concebido como um documentário e incorpora longas seções de filmes experimentais dirigidos pelos diretores. A premissa do filme, proposta por Lars Von Trier, é criar desafios para seu mentor e diretor de cinema Jørgen Leth. Foi selecionado como representante da Dinamarca à edição do Oscar 2004, organizada pela Academia de Artes e Ciências Cinematográficas.

## Elenco
- Lars von Trier
- Jørgen Leth
- Claus Nissen
- Daniel Hernandez Rodriguez
- Patrick Bauchau